# Kecskés István-telep
A Kecskés István-telep Szeged egyik városrésze. 
Az első, a kb. 160 házból álló öreg- vagy ótelep létrejötte: az első világháború után hadirokkantak, hadiözvegyek és hadiárvák részére osztottak házhelyeket a városi bérföldek e területére. Az 1920-as években Kecskés István javaslatára parcellázták fel az ármentesített területet. Először Rokkant-telep volt a neve.
A második, nagyobb számú beköltözés a második világháború után történt. A város szocialista vezetése Szeged égető lakáshiányát munkáslakás építési akciókkal oldotta meg, s ennek részeként az ekkor
már Ságvári telepnek nevezett városrészre ikerházak építését szervezték meg a nagyüzemek dolgozói részére (1957/58 ill.1961-65). 
Később Kecskés Istvánról nevezték el a városrészt. A szocializmus idején Ságvári-telep volt, majd a rendszerváltás után újra Kecskés-telep a neve.
A harmadik korszak a 20. század végén kezdődött, napjainkig tart.
A szegedi hadirokkantak 1924. május 10-én kérelemmel fordultak a város tanácsához, hogy önfeláldozó szervezési munkájában végzett teljesítményének elismeréseként róla nevezzék el a Közvágóhíd mögött létrejött telepet. A városi tanács az elnevezéshez hozzájárult. A kezdetben Rokkant, majd Kecskés István Rokkant telep elnevezésből így lett Kecskés István telep. A hivatalos névadási ünnepségre csak 4 évvel később, 1928-ban került sor.
A szocialista városvezetés hosszú időre megfosztotta Kecskés István nevétől a telepet, míg 1992-ben az utódok – Papp Zoltán önkormányzati képviselő javaslatára – tiszteletük jeleként visszaadták az általa létrehozott telepnek azt a nevet, amelyet mindig is megérdemelt.
Kecskésen keresztül halad át az E5-ös jelzésű nemzetközi főút, valamint a 4-es jelzésű villamos végállomása is itt található; déli szélén ágazik ki az előbbi főútból a Röszke belterületére vezető 4301-es út. A városrésznek van óvodája, iskolája, művelődési háza. Háziorvosi rendelők (felnőtt, gyermek) és postahivatal is működik a városrészben. Az E5-ös számú főút menti ingatlanokban több kereskedelmi, vendéglátó, ipari (gyártó) illetve szolgáltató egység is működik.